# 安东尼奥·迪亚斯-米格尔
安东尼奥·迪亚斯-米格尔（西班牙語：Antonio Díaz-Miguel，1933年7月6日—2000年2月21日），西班牙男子篮球运动员。他曾入选奈史密斯篮球名人堂、国际篮联名人堂。他也曾六次率领西班牙国家队出战夏季奥林匹克运动会。